# Distrito electoral 21 (Nebraska)
El distrito electoral 21 (en inglés: Precinct 21) es un distrito electoral ubicado en el condado de Cedar en el estado estadounidense de Nebraska. En el Censo de 2010 tenía una población de 1178 habitantes y una densidad poblacional de 12,64 personas por km².

## Geografía
El distrito electoral 21 se encuentra ubicado en las coordenadas 42°23′38″N 97°4′35″O / 42.39389, -97.07639. Según la Oficina del Censo de los Estados Unidos, el distrito electoral 21 tiene una superficie total de 93.17 km², de la cual 93.16 km² corresponden a tierra firme y (0.01%) 0.01 km² es agua.

## Demografía
Según el censo de 2010, había 1178 personas residiendo en el distrito electoral 21. La densidad de población era de 12,64 hab./km². De los 1178 habitantes, el distrito electoral 21 estaba compuesto por el 97.28% blancos, el 0.17% eran afroamericanos, el 0.17% eran amerindios, el 0.25% eran asiáticos, el 1.02% eran de otras razas y el 1.1% pertenecían a dos o más razas. Del total de la población el 1.95% eran hispanos o latinos de cualquier raza.